# Silvie
Silvie eller  Sylvie är en opera i tre akter med musik av Jean-Claude Trial (tredje akten skrev Pierre Montan Berton musiken till) och librettot av Pierre Laujon efter Torquato Tassos herdedikt  Aminta.

## Sverigepremiär
Operan översattes till svenska av Christopher Manderström. Baletten gjordes av Louis Gallodier och Louis Frossard. Den uruppfördes i Sverige den 13 juli 1774 på Stora Bollhuset i Stockholm. Operan framfördes 4 gånger, fram till 22 november 1784. Scenografin gjordes av Carlo Bibiena.

### Personer
| Roller    | Stämma | Premiärbesättning den 13 juli 1774 (Dirigent: Francesco Antonio Uttini) |
| --------- | ------ | ----------------------------------------------------------------------- |
| Silvie    |        | Elisabeth Olin                                                          |
| Amintas   |        | Carl Stenborg                                                           |
| Astrild   |        | Lovisa Augusti                                                          |
| Diana     |        | Hedvig Falk                                                             |
| Hilas     |        | Hans Björkman                                                           |
| En jägare |        | Johan Filip Lising                                                      |
| Daphne    |        | Malmborg                                                                |